# Glidtal
Glidtal är en dimensionslös storhet som anger förhållandet mellan höjdförlust och horisontell förflyttningssträcka för ett flygplan vid glidflykt och en viss fart. Glidtalet är också förhållandet mellan den kraft luftmotståndet utgör och lyftkraften. Eftersom glidtalet varierar med farten är man främst intresserad av det bästa, det vill säga det lägsta, glidtalet. Ett segelflygplan kan ha ett bästa glidtal omkring 1/70 vilket alltså innebär att höjdförlusten är 1 meter per 70 meter flygsträcka. Trafikflygplan har glidtal omkring 1/15-1/22. Det största passagerarflygplanet Airbus A380 har ett glidtal på 1/20.
Glidtalet kan användas för att uppskatta hur lång räckvidd ett flygplan skulle ha vid motorstopp. Ett trafikflygplan som flyger på 10 kilometers höjd och har ett glidtal på 1/10 sjunker en kilometer per tio kilometer flugen sträcka, och måste alltså landa inom ett avstånd på 100 kilometer.
På engelska anges vanligen inversen av glidtalet, vilken kallas 'glide ratio' eller 'Lift-to-Drag ratio' som är detsamma som tyska 'Gleitzahl'. På tyska heter däremot vanligen glidtal 'Gleitverhältnis' även om också 'Gleitzahl' används. Även i svensk text kan man ibland läsa att ett flygplan har ett glidtal på 40. Vanligen har denna begreppsförväxling ingen betydelse eftersom det nästan alltid är helt klart vad som avses.